# Tim Bogert
Pour les articles homonymes, voir Bogert.
Tim Bogert est un bassiste de rock américain né le 27 août 1944 à Ridgefield (New Jersey), États-Unis, et mort le 13 janvier 2021,. Il est successivement le bassiste de Vanilla Fudge, de Cactus puis de Beck, Bogert and Appice, groupe formé avec le guitariste Jeff Beck et le batteur Carmine Appice.

## Biographie
Il est diplômé de Ridgefield Memorial High School dans sa ville natale de Ridgefield, New Jersey en 1963. En tant que bassiste et chanteur, il était surtout connu pour sa capacité vocale et ses courses rapides, sa fluidité et son son sur sa basse Fender Precision. Il a été l'un des pionniers de l'utilisation de la distorsion avec sa basse pour l'aider à couper le mix avec les amplis de faible puissance de son époque qui lui ont également donné un son très tranchant. Il était un collaborateur fréquent du batteur Carmine Appice ; le duo s'est produit dans des groupes tels que Vanilla Fudge, Cactus et le power trio Beck, Bogert & Appice.
En 2013, Tim Bogert joue sur trois titres de l'album Big Trouble du groupe Hollywood Monsters avec la participation de Steph Honde (chant et guitare), Vinny Appice (batterie), Don Airey (orgue) et Paul Di'Anno (chant, bonus track). L'album sort en 2014.
Tim a eu un fils, son unique enfant, John Voorhis Bogert IV connu sous le nom de Freddy, qui vit à Honolulu avec sa femme Kerri et sa fille, Lylah.

## Note
- (en) Cet article est partiellement ou en totalité issu de l’article de Wikipédia en anglais intitulé « Tim Bogert » (voir la liste des auteurs).